# Peter Gregg
Pour les articles homonymes, voir Gregg.
Peter Holden Gregg, né le 4 mai 1940 à New York et mort le 15 décembre 1980 à Jacksonville, est un pilote automobile américain connu pour son grand nombre de victoires. Il est entré au temple international de la renommée du sport automobile en 1992.
Il participe aux Trans-Am Series lors des heures dorées de cette compétition, puis il pilote en Championnat IMSA GT. Il a été le propriétaire de Brumos (en) concessionnaire automobile et sponsor de sa propre écurie.

## Biographie

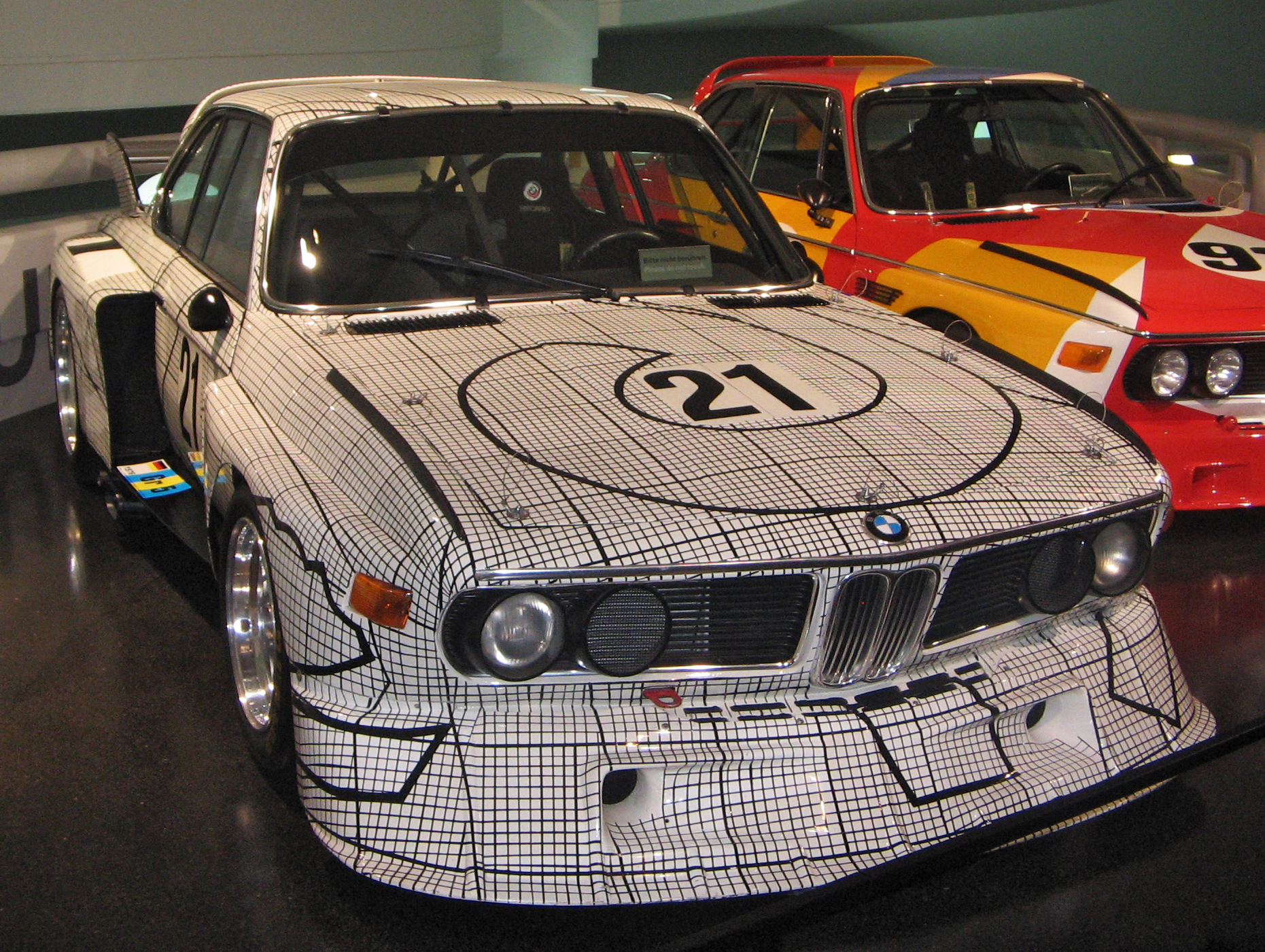
La BMW 3.0 CSL Art car 3.2 L Turbo I6 officielle de Brian Redman et Peter Gregg aux 24 Heures du Mans 1976 (no 41 en course), peinte par Frank Stella (abandon).

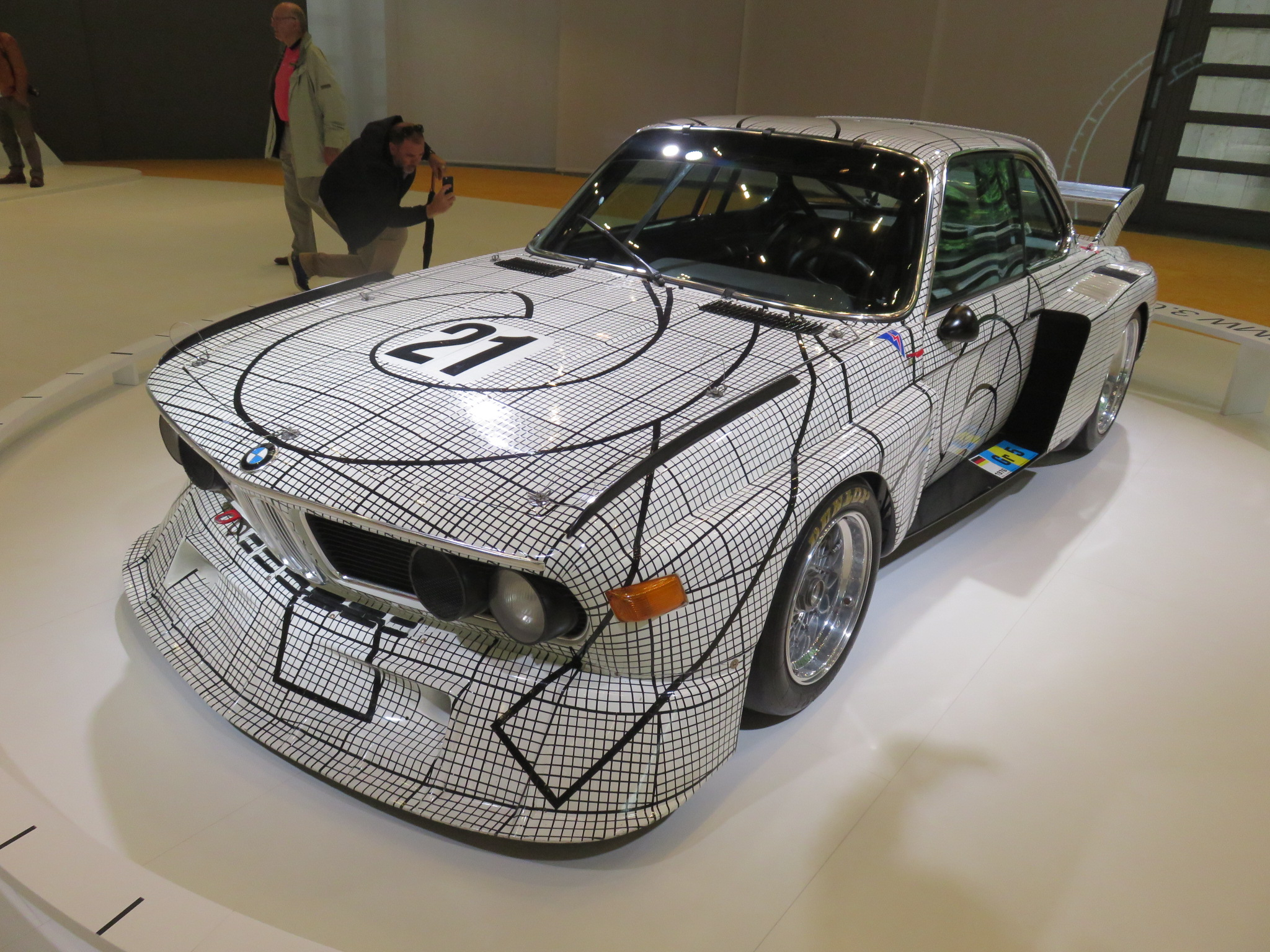
Même voiture.

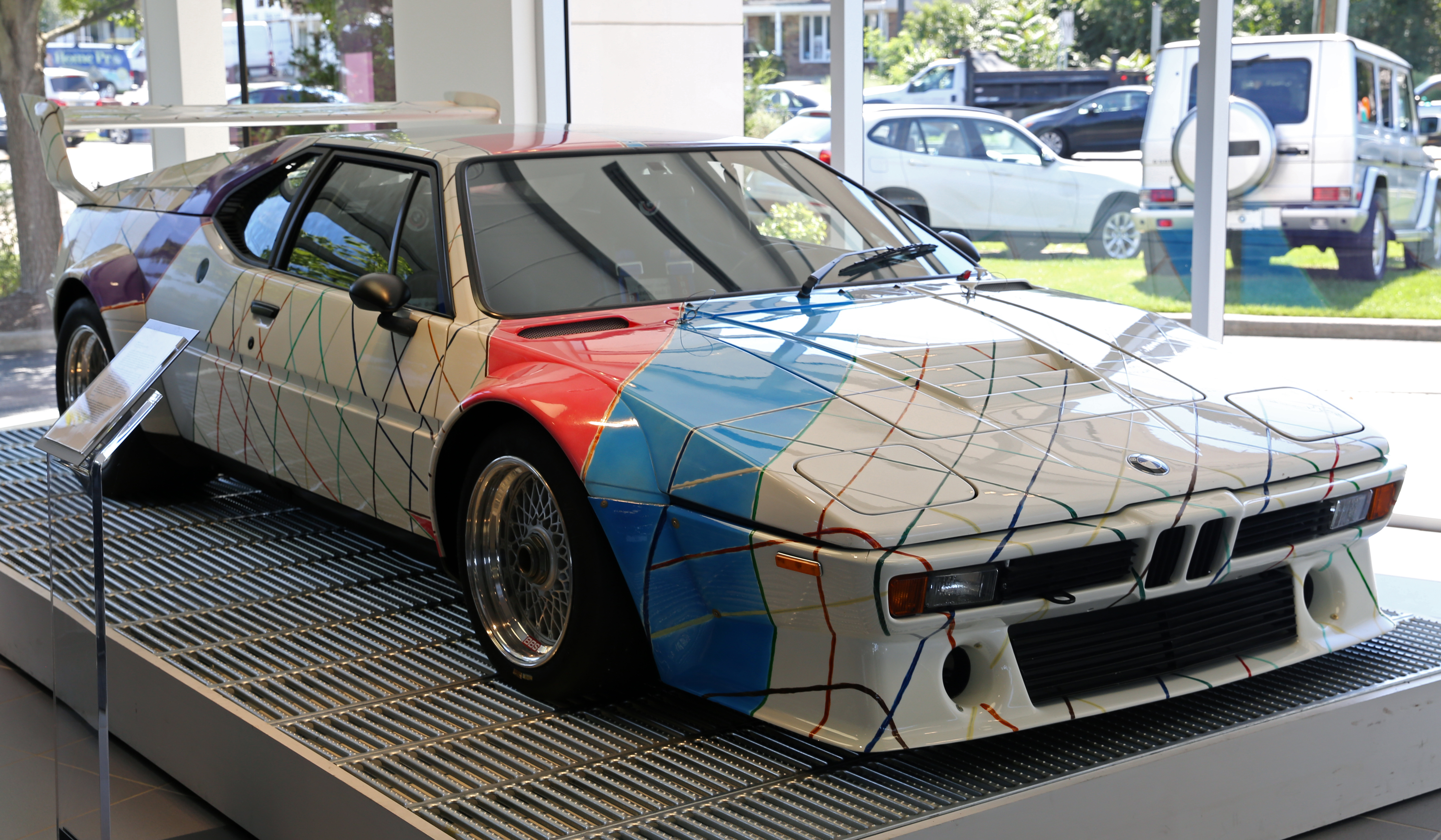
BMW M1 ProCar Art car commandée par Gregg à son ami Stella en 1979, en souvenir de leur ami conjoint Ronnie Peterson, décédé en 1978 (un temps à la Galerie Guggenheim, désormais à Southampton).

En 1961, Peter Gregg est diplômé en anglais de l'Université Harvard et durant sa période universitaire, il s'engage dans la compétition automobile. Passant quelques années dans l'US Navy, il s'installe à Jacksonville après avoir été affecté à la base aéronavale de la ville.
Il commence à remporter des courses organisées par le SCCA à partir de 1963 et devient un pilote Porsche reconnu à partir de 1964. Il rachète en 1965 le concessionnaire Porsche Brumos après la mort de son ancien propriétaire. En 1968, il s'engage en Trans-Am Series dans la catégorie moins de 2 litres et remporte le championnat en 1969 avec Porsche. Il change de catégorie en 1971 et gagne en 1973 et 1974 au volant d'une Porsche Brumos.
En même temps, il remporte son premier Championnat IMSA GT en 1971 (GTU), cinq autres titres ainsi que quatre victoires dans les 24 Heures de Daytona suivront.
Le 22 janvier 1977, Peter Gregg et l’équipe Brumos se rendirent en Allemagne afin d'acquérir les pièces nécessaires au montage d'une nouvelle voiture en construction. Gregg et son équipe décidèrent d'installer sur une 934 l'aileron arrière d'une 935 et d'ajouter un turbocompresseur ce qui donna la Porsche 934/5.
En 1980, il devait participer aux 24 Heures du Mans avec Al Holbert mais il est blessé dans un accident près de Paris alors qu'il se rendait à une séance d'entraînement accompagné de Frank Stella. Il est remplacé dans cette course par Derek Bell après le refus des médecins de l'autoriser à courir. Il reprit la compétition quelques semaines plus tard mais souffrant de vision double, il fut interdit de course par l'IMSA.
Le 15 décembre 1980, Peter Gregg est découvert une balle dans la tête par un randonneur à proximité de la route Florida State Road A1A au sud de Jacksonville. L'enquête conclut à un suicide et fait ressortir qu'il était atteint de trouble incurable et progressif du système nerveux.

## Palmarès
- Champion des Trans-Am Series en moins de 2 litres en 1969
- Champion des Trans-Am Series en 1973 et 1974
- Champion IMSA GT en 1971 (alors GTU), 1973, 1974, 1975, 1978 et 1979
- Vainqueur des 24 Heures de Daytona en 1973, 1975, 1976 et 1978
- Vainqueur des 12 Heures de Sebring en 1973
- Vainqueur des 24 Heures du Mans en 1977 dans la catégorie Gr.5

## Résultats aux 24 Heures du Mans
| Année | Voiture                 | Équipe                        | Équipiers                           | Résultat |
| ----- | ----------------------- | ----------------------------- | ----------------------------------- | -------- |
| 1966  | Porsche 906/6 Carrera 6 | Porsche System Engineering    | Sten Axelsson                       | Abandon  |
| 1973  | Porsche 911 Carrera RSR | Porsche Sonauto BP Racing     | Guy Chasseuil                       | 14e      |
| 1976  | BMW 3.0CSL Turbo        | BMW Motorsport                | Brian Redman                        | Abandon  |
| 1977  | Porsche 935             | JMS Racing / ASA Cachia       | Claude Ballot-Léna                  | 3e       |
| 1978  | Porsche 936/77          | Martini Racing Porsche System | Hurley Haywood / Reinhold Joest     | 3e       |
| 1979  | Ferrari 512BB/LM        | JMS Racing / Charles Pozzi    | Claude Ballot-Léna / Michel Leclère | Abandon  |